# Мебіса
Мебіса (дзонґ-ке མེ་སྦི་ས་; колишні назви Чукха, або Чхукха, англ. Chhukha) — місто в Бутані, розташоване в дзонгхазі Чукха.
Місто розташоване на річці Вангчу. Населення міста становить 2855 осіб (перепис 2005 р.), а за оцінкою 2012 року — 3325 осіб.
Мебіса неформально вважається діловою та фінансовою столицею Бутану — тут розташовані найважливіші банки, фірми та корпорації. Біля міста побудовані дві гідроелектростанції, що забезпечують країну електроенергією.